# Renáta Csay
Renáta Csay (* 21. März 1977 in Győr) ist eine ehemalige ungarische Kanutin.
Renáta Csay ist die erfolgreichste Kanumarathon-Athletin der Geschichte.
Sie gewann von 1999 bis 2022 insgesamt 20 Gold-Medaillen bei Kanumarathon-Weltmeisterschaften, dazu kommen 17 Titel bei Kanumarathon-Europameisterschaften, zwei Titel bei Kanurennsport-Europameisterschaften und diverse zweite und dritte Plätze.
Sie begann ihre Karriere im Alter von 12 Jahren mit dem Kanu-Sport.
Bei den Kanumarathon-Weltmeisterschaften 1994 in Amsterdam errang Csay im Jugendbereich ihre erste Medaille. Bei den Kanumarathon-Europameisterschaften 1997 in Pavia folgte dann die erste Podiumsplatzierung bei den Senioren.
In den folgenden Jahren war sie im Kajak-Einzel, mehr aber noch im Kajak-Zweier bei fast jedem Großereignis in den Medaillen-Rängen. Auch bei den Kanurennsport-Welt- und Europameisterschaften konnte sie über die 5000 Meter viermal das Podium erringen.
Da der Kajak-Marathon im Gegensatz zu den Kanurennsport-Wettbewerben keine olympische Sportart ist, nahm Csay trotz ihrer Erfolge nie an eben jenen Olympischen Spielen teil.
Sie ist mit Gábor Kolozsvári verheiratet, der genau wie sie Kajak-Athlet und Welt- und Europameister war. Ihr gemeinsamer Sohn Brúnó Kolozsvári ist ebenfalls Wassersportler und konnte bereits bei Kanumarathon-Weltmeisterschaften im Jugendbereich Gold erringen.
Sie beendete im Jahr 2024 im Alter von 46 Jahren ihre Karriere.
Csay hat an der Universität Sopron studiert und arbeitet im Kulturmanagement.